# Wardoxanthops
Wardoxanthops is een geslacht van kreeftachtigen uit de klasse van de Malacostraca (hogere kreeftachtigen).

## Soort
- Wardoxanthops rotundus (Guinot, 1968)